# Źródła ubóstwa
Źródła ubóstwa – teorie odnoszące się do powstawania ubóstwa możemy podzielić na trzy grupy. Według nich, ubóstwo może wynikać z:
1. postawy ubogich ludzi,
2. czynników sytuacyjnych,
3. polityki socjalnej.

## Postawa ubogich ludzi
Zwolennicy teorii pierwszej grupy uważają, że przyczyna ubóstwa leży w zachowaniu samych ubogich. Zakładają, że sytuacja w jakiej znaleźli się ci ludzie wynika głównie z ich cech osobowych, zachowania czy podejścia, niezależnie od czynników przez które były kształtowane. Można to określić też przez brak odpowiedniej motywacji do produktywnego postępowania, lub brak umiejętności czy możliwości do starań mających na celu poprawę sytuacji w jakiej się znajdują teraz i w jakiej będą się znajdować w przyszłości. Najbardziej znane badania nad tym tematem były prowadzone przez Oscara Lewisa i miały wyjaśnić przyczyny niskich dochodów ludności pochodzenia meksykańskiego, w stosunku do dochodów ludności białej zamieszkującej ten sam obszar. Lewis ustalił, że uwarunkowane one są zachowaniami mającymi swoje źródła w różnicach kulturowych i będącymi przekazywanymi przez ludność meksykańską z pokolenia na pokolenie (a zatem wykluczającymi możliwość poprawy sytuacji w kolejnych generacjach). Zachowaniami mającymi największy wpływ na biedę ludności meksykańskiej określił:
- fatalizm, czyli przekonanie, że nie można samodzielnie kształtować swojego losu,
- brak skłonności do troszczenia się o swoją sytuację materialną w perspektywie przyszłości, czyli brak nawyku oszczędzania, postawa carpe diem.

## Czynniki sytuacyjne
Druga grupa wyjaśnia powstawanie ubóstwa poprzez wpływ istniejących struktur społecznych i gospodarczych. Sympatycy tego poglądu mają świadomość trudności, czasochłonności, a nawet ograniczeń przekształcania tych struktur, dlatego największą nadzieję pokładają w funkcjonowaniu instytucji edukacyjnych, których celem powinno być wyrównywanie szans edukacyjnych. Jest to związane ze wzrostem znaczenia polityki społecznej, której odpowiednie działania podjęte obecnie mogą doprowadzić do zmniejszenia rozmiarów i trwałości ubóstwa w przyszłości. Ubóstwo trwałe może być spowodowane niskim poziomem dochodu w rodzinie, bądź miejscem zamieszkania. W takim wypadku pomoc społeczna, bądź działalność charytatywna nie jest w stanie zmienić sytuacji danej jednostki, a jedynie pomóc w sposób krótkookresowy.

## Polityka socjalna
Trwałość i zwiększenie obszaru ubóstwa (nawet w krajach bogatych) doprowadziło do powstania następnej teorii, odnajdującej przyczynę ubóstwa w funkcjonowaniu polityki socjalnej. Osoby popierające ten pogląd uważają, że przyczyną jest nie tylko wadliwy system realizacji świadczeń społecznych, rozdęta instytucjonalizacja i zbyt wysokie nakłady, których większa część i tak nie dotrze do najbardziej potrzebujących, ale głównie założenie obowiązku pomocy, które znacząco obniża motywację i działania osób ją otrzymujących do poprawy własnej sytuacji ekonomicznej. Prowadzi to do przekonania, że to nie my jesteśmy odpowiedzialni za swój los, a państwo, czego skutkiem są postawy roszczeniowe wobec rządu. Zwolennicy tej teorii popierają pomoc głównie osobom, które nie mają możliwości starania się o poprawę swojego losu.